# I-divisioona 2018
La I-divisioona 2018 è la 36ª edizione del campionato di football americano di secondo livello, organizzato dalla SAJL.

## Squadre partecipanti
| Club                     | Città       | Stadio | Sponsor ufficiale | Risultato nella stagione 2017 |
| ------------------------ | ----------- | ------ | ----------------- | ----------------------------- |
| East City Giants         | Helsinki    |        |                   |                               |
| Helsinki Wolverines      | Helsinki    |        |                   |                               |
| Kotka Eagles             | Kotka       |        |                   |                               |
| Kouvola Indians          | Kouvola     |        |                   |                               |
| United Newland Crusaders | Hanko/Lohja |        |                   |                               |

## Stagione regolare

### Calendario

#### 1ª giornata
| Kouvola 25 maggio 2018, ore 18:30 | Kouvola Indians | 6 – 50 (0-13 0-8 0-7 0-22) referto | Kotka Eagles | Kuusankosken Urheilukeskus (213 spett.)\| Arbitro: \| M. Makarainen \| |
| Arbitro:                          | M. Makarainen   |                                    |              |                                                                        |

| Helsinki 26 maggio 2018, ore 14:00 | Helsinki Wolverines | 66 – 36 (21-14 21-7 21-0 3-15) referto | East City Giants | Brahenkenttä (415 spett.)\| Arbitro: \| M. Makarainen \| |
| Arbitro:                           | M. Makarainen       |                                        |                  |                                                          |

#### 2ª giornata
| Kotka 2 giugno 2018, ore 16:00 | Kotka Eagles | 24 – 48 (6-7 6-7 12-27 0-7) referto | Helsinki Wolverines | Puistolan kenttä |

| Kouvola 3 giugno 2018, ore 16:30 | Kouvola Indians | 22 – 49 (0-21 14-14 8-7 0-7) referto | United Newland Crusaders | Kuusankosken Urheilukeskus |

#### 3ª giornata
| Hanko 9 giugno 2018, ore 14:00 | United Newland Crusaders | 15 – 37 (0-6 7-12 8-7 0-12) referto | Kotka Eagles | Rukki Arena (92 spett.)\| Arbitro: \| J. Sipi \| |
| Arbitro:                       | J. Sipi                  |                                     |              |                                                  |

| Helsinki 10 giugno 2018, ore 15:00 | East City Giants | 49 – 24 (20-6 7-6 6-6 16-6) referto | Kouvola Indians | Myllypuro (203 spett.)\| Arbitro: \| R.-V. Suojanen \| |
| Arbitro:                           | R.-V. Suojanen   |                                     |                 |                                                        |

#### 4ª giornata
| Kouvola 15 giugno 2018, ore 18:30 | Kouvola Indians | 25 – 65 (6-13 7-20 6-25 6-7) referto | Helsinki Wolverines | Kuusankosken Urheilukeskus (156 spett.) |

| Helsinki 16 giugno 2018, ore 18:30 | East City Giants | 37 – 29 (14-2 7-7 0-7 16-13) referto | United Newland Crusaders | Brahenkenttä (146 spett.)\| Arbitro: \| J. Seppelin \| |
| Arbitro:                           | J. Seppelin      |                                      |                          |                                                        |

#### 5ª giornata
| Kotka 30 giugno 2018, ore 16:00 | Kotka Eagles   | 31 – 19 (12-0 6-3 13-0 0-16) referto | East City Giants | Puistolan kenttä (140 spett.)\| Arbitro: \| R.-V. Suojanen \| |
| Arbitro:                        | R.-V. Suojanen |                                      |                  |                                                               |

| Helsinki 2 luglio 2018, ore 18:00 | Helsinki Wolverines | 49 – 34 (14-0 14-13 14-14 7-7) referto | United Newland Crusaders | Brahenkenttä (70 spett.)\| Arbitro: \| P. Hautala \| |
| Arbitro:                          | P. Hautala          |                                        |                          |                                                      |

#### 6ª giornata
| Kotka 7 luglio 2018, ore 16:00 | Kotka Eagles | 47 – 7 (6-0 28-0 7-0 6-7) referto | Kouvola Indians | Puistolan kenttä (191 spett.)\| Arbitro: \| J. Lehtinen \| |
| Arbitro:                       | J. Lehtinen  |                                   |                 |                                                            |

| Helsinki 7 luglio 2018, ore 18:30 | East City Giants | 20 – 47 (14-12 0-6 6-9 0-20) referto | Helsinki Wolverines | Brahenkenttä (160 spett.)\| Arbitro: \| J. Kalliokoski \| |
| Arbitro:                          | J. Kalliokoski   |                                      |                     |                                                           |

#### 7ª giornata
| Lohja 14 luglio 2018, ore 14:00 | United Newland Crusaders | 62 – 37 (13-7 28-6 7-6 14-18) referto | Kouvola Indians | Harjun kenttä (100 spett.)\| Arbitro: \| K. Lahtinen \| |
| Arbitro:                        | K. Lahtinen              |                                       |                 |                                                         |

| Helsinki 16 luglio 2018, ore 18:30 | Helsinki Wolverines | 53 – 30 (6-6 26-6 7-6 14-12) referto | Kotka Eagles | Brahenkenttä (443 spett.)\| Arbitro: \| M. Makarainen \| |
| Arbitro:                           | M. Makarainen       |                                      |              |                                                          |

#### 8ª giornata
| Kouvola 20 luglio 2018, ore 18:30 | Kouvola Indians | 6 – 49 (0-21 0-6 0-7 6-15) referto | East City Giants | Kuusankosken Urheilukeskus (153 spett.) |

| Kotka 21 luglio 2018, ore 16:00 | Kotka Eagles | 42 – 14 (14-0 13-0 0-7 15-7) referto | United Newland Crusaders | Puistolan kenttä (138 spett.) |

#### 9ª giornata
| Helsinki 10 agosto 2018, ore 18:00 | Helsinki Wolverines | 55 – 14 (21-6 13-8 0-0 21-0) referto | Kouvola Indians | Brahenkenttä (110 spett.)\| Arbitro: \| V. Lamminsalo \| |
| Arbitro:                           | V. Lamminsalo       |                                      |                 |                                                          |

| Lohja 11 agosto 2018, ore 14:00 | United Newland Crusaders | 20 – 14 (7-0 7-6 0-8 6-0) referto | East City Giants | Harjun kenttä (120 spett.)\| Arbitro: \| M. Makarainen \| |
| Arbitro:                        | M. Makarainen            |                                   |                  |                                                           |

#### 10ª giornata
| Hanko 18 agosto 2018, ore 14:00 | United Newland Crusaders | 34 – 69 (7-21 7-35 7-7 13-6) referto | Helsinki Wolverines | Rukki Arena (80 spett.)\| Arbitro: \| J. Sipi \| |
| Arbitro:                        | J. Sipi                  |                                      |                     |                                                  |

| Helsinki 18 agosto 2018, ore 17:00 | East City Giants | 37 – 28 (13-0 7-14 14-0 3-14) referto | Kotka Eagles | Brahenkenttä (93 spett.)\| Arbitro: \| M. Makarainen \| |
| Arbitro:                           | M. Makarainen    |                                       |              |                                                         |

### Classifica
La classifica della regular season è la seguente:
- PCT = percentuale di vittorie, G = partite giocate, V = partite vinte,  P = partite perse, PF = punti fatti, PS = punti subiti

| Pos. | Squadra                  | PCT   | G | V | N | P | PF  | PS  |
| ---- | ------------------------ | ----- | - | - | - | - | --- | --- |
| 1    | Helsinki Wolverines      | 1.000 | 8 | 8 | 0 | 0 | 452 | 217 |
| 2    | Kotka Eagles             | .625  | 8 | 5 | 0 | 3 | 289 | 199 |
| 3    | East City Giants         | .500  | 8 | 4 | 0 | 4 | 261 | 251 |
| 4    | United Newland Crusaders | .375  | 8 | 3 | 0 | 5 | 257 | 307 |
| 5    | Kouvola Indians          | .000  | 8 | 0 | 0 | 8 | 141 | 426 |

## Playoff e playout

### Tabellone
|  | Semifinali | Semifinali               | Semifinali |              |   | XXXIV Spagettimalja | XXXIV Spagettimalja | XXXIV Spagettimalja |  |
|  |            |                          |            |              |   |                     |                     |                     |  |
|  | 1          | Helsinki Wolverines      | 49         |              |   |                     |                     |                     |  |
|  | 1          | Helsinki Wolverines      | 49         |              |   |                     |                     |                     |  |
|  | 4          | United Newland Crusaders | 16         |              |   |                     |                     |                     |  |
|  | 4          | United Newland Crusaders | 16         |              | 1 | Helsinki Wolverines | 42                  |                     |  |
|  |            |                          |            |              | 1 | Helsinki Wolverines | 42                  |                     |  |
|  |            |                          | 2          | Kotka Eagles | 8 |                     |                     |                     |  |
|  | 3          | East City Giants         | 2          | Kotka Eagles | 8 | 21                  |                     |                     |  |
|  | 3          | East City Giants         |            |              |   |                     |                     |                     |  |
|  | 2          | Kotka Eagles             | 27         |              |   |                     |                     |                     |  |

### Semifinali
| Kotka 24 agosto 2018, ore 18:00 | Kotka Eagles  | 27 – 21 (7-0 14-14 6-7) referto | East City Giants | Puistolan kenttä (139 spett.)\| Arbitro: \| M. Makarainen \| |
| Arbitro:                        | M. Makarainen |                                 |                  |                                                              |

| Helsinki 25 agosto 2018, ore 16:30 | Helsinki Wolverines | 49 – 16 (7-0 14-3 21-6 7-7) referto | United Newland Crusaders | Brahenkenttä (304 spett.) |

### XXXIV Spagettimalja
| Helsinki 1º settembre 2018, ore 17:30 | Helsinki Wolverines | 42 – 8 (7-0 21-0 14-8 0-0) referto | Kotka Eagles | Brahenkenttä (643 spett.)\| Arbitro: \| M. Makarainen \| |
| Arbitro:                              | M. Makarainen       |                                    |              |                                                          |

## Verdetti
- Helsinki Wolverines Vincitori dello Spagettimalja 2018